# Glandulär-zystische Hyperplasie des Endometriums

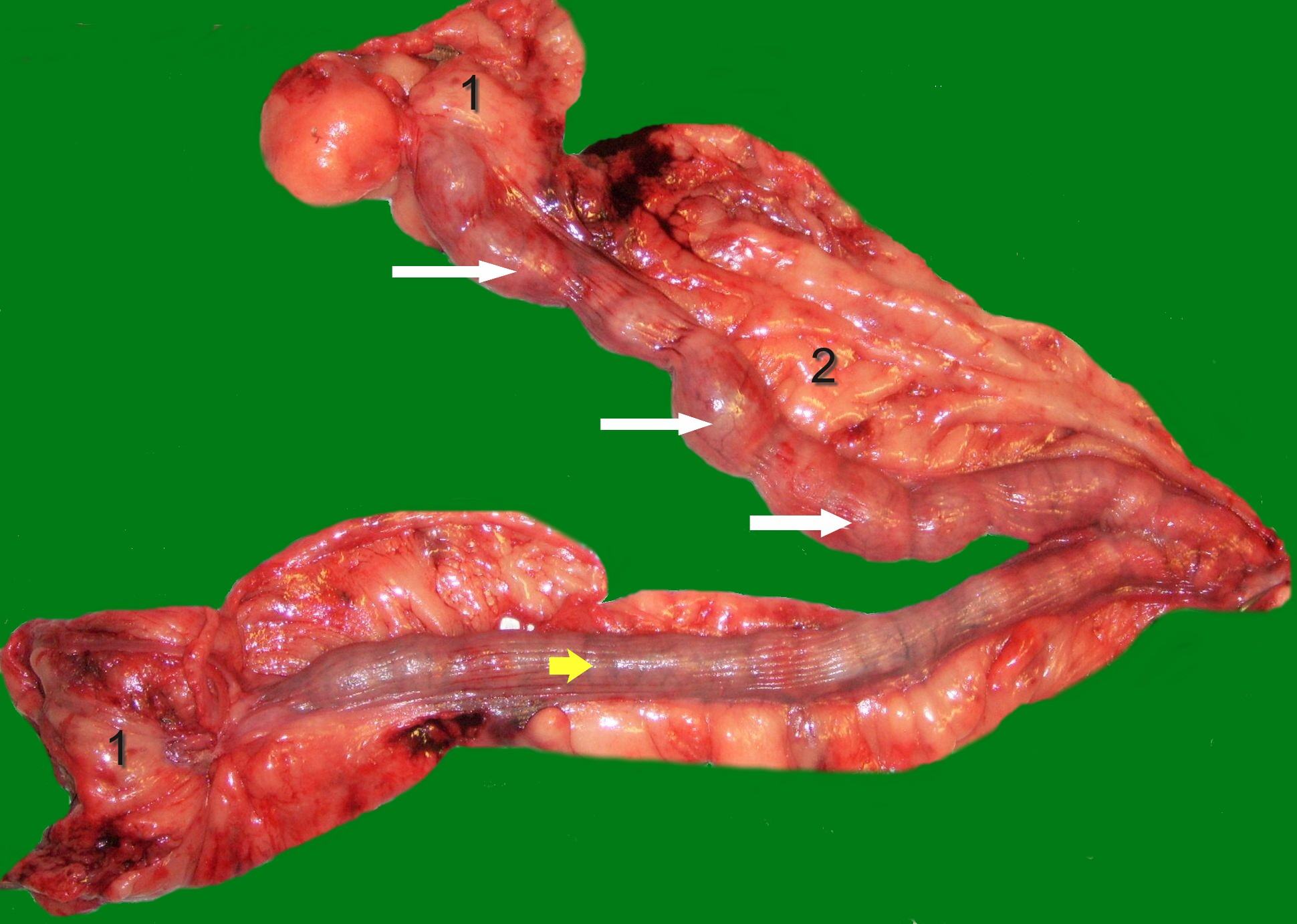
Gebärmutter mit zahlreichen Zysten (gelber Pfeil) und Auftreibung einzelner Uterusabschnitte durch Sekretansammlung (weiße Pfeile). 1 Eierstocktasche, 2 Mesometrium.

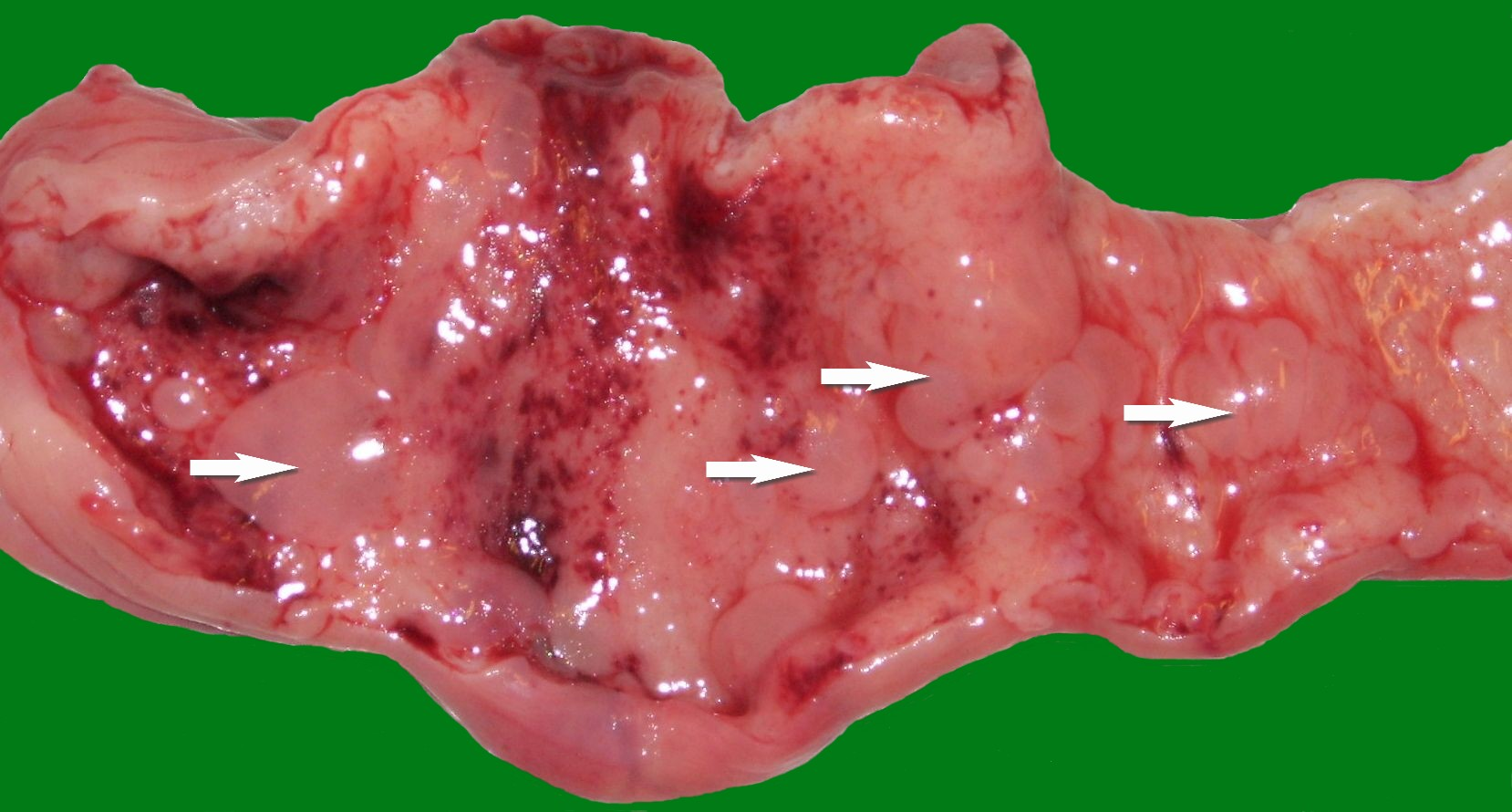
Dieselbe Gebärmutter eröffnet im Bereich der Gebärmutterauftreibungen mit zahlreichen Zysten (Pfeile) des Endometriums.

Die Glandulär-zystische Hyperplasie des Endometriums (Hyperplasia glandularis cystica endometrii) ist eine krankhafte Verdickung (Hyperplasie) des Endometriums (der Schleimhaut der Gebärmutter), die aufgrund der Besonderheiten im Sexualzyklus besonders bei Haushunden auftritt. Sie kann als Vorstufe einer echten Endometritis bzw. Pyometra (Gebärmuttervereiterung) angesehen werden und wird daher dem Endometritis-Pyometra-Komplex zugeordnet. Bei Meerschweinchenverwandten und Hasenartigen ist eine Glandulär-zystische Hyperplasie des Endometriums ebenfalls recht häufig, hier entwickelt sich aber nur selten eine Pyometra, sondern eher eine Hämometra.

## Ursachen und Entstehung
Die Glandulär-zystische Hyperplasie des Endometriums tritt vor allem bei älteren Hündinnen (> 6 Jahre) auf. Sie wird durch eine hormonelle Störung im Sexualzyklus ausgelöst. Hierbei ist das Verhältnis der beiden Sexualhormone Progesteron und des Östrogens Östradiol in der Weise gestört, dass sich eine verlängerte Östrogenphase mit der Progesteronphase überschneidet. Die Ursache für die verlängerte Östrogenphase sind entweder ein verzögerter Follikelsprung, Ovarialzysten oder Hormonbehandlungen zur Unterdrückung einer Läufigkeit oder zur Verhütung der Nidation. Bei Hunden ist das Auftreten dieser Störung durch den sehr langen Metöstrus („Nachbrunst“, dauert zwei bis drei Monate) begünstigt.
Durch die Überschneidung der beiden Hormonwirkungen wird einerseits durch Östrogene weiter die Proliferation, Durchblutung und Ödematisierung der Gebärmutterschleimhaut angeregt, andererseits durch das Progesteron die Sekretion der Drüsen der Schleimhaut gefördert. In der Folge entstehen von den Gebärmutterschleimhautdrüsen (Glandulae uterinae) ausgehende Zysten. Die krankhaften Veränderungen des Endometriums verstärken sich kumulativ von Läufigkeit zu Läufigkeit.
Die Veränderungen der Gebärmutterschleimhaut können in vier Stadien eingeteilt werden:
- Typ 1: unkomplizierte Glandulär-zystische Hyperplasie
- Typ 2: Glandulär-zystische Hyperplasie mit Infiltration von Plasmazellen
- Typ 3: Glandulär-zystische Hyperplasie mit akuter Endometritis
- Typ 4: Glandulär-zystische Hyperplasie mit chronischer Endometritis

## Symptome
Die Erkrankung verläuft weitgehend ohne Symptome und ähnelt einer chronischen Gebärmutterschleimhautentzündung. Eventuell kann ein Ausfluss aus der Vagina auftreten und aufgrund der verlängerten Östrogenwirkung eine anhaltende Attraktivität für Rüden. Bei Meerschweinchen äußert sich die Krankheit in mit dem Harnabsatz auftretenden Blutbeimengungen.
Pathologisch-anatomisch sind die Gebärmutterhörner verdickt (1 bis 3 cm) und es finden sich 1 bis 7 mm große Zysten.
Die häufigste Komplikation ist die Entstehung einer Pyometra. Da hohe Östrogenspiegel auch zu Schädigungen des Knochenmarks führen können, ist das Auftreten einer Anämie, Thrombozytopenie oder Leukopenie möglich.

## Therapie
Eine Therapie der Erkrankung ist schwierig. In einer Studie von Corrada konnte in 3 von 7 Fällen mit Cabergolin binnen 7 Tagen eine Symptomfreiheit erzielt werden. Für nicht zur Zucht verwendete Hündinnen ist eine Ovariohysterektomie das Mittel der Wahl.